# William Prince (Schauspieler)
William Prince (* 26. Januar 1913 in Nichols, New York; † 8. Oktober 1996 in Tarrytown, New York) war ein US-amerikanischer Schauspieler in Theater, Film und Fernsehen, welcher in zahlreichen Seifenopern mitspielte und Dutzende Gastauftritte in anderen Fernsehserien hatte.

## Leben
Nach seiner Filmkarriere in den späten 1940ern wechselte William Leroy Prince in den 1950ern zum Fernsehen und hatte einige Auftritte in  Serien wie Studio One, Philco Television Playhouse und Armstrong Circle Theatre. Er hatte auch Rollen in einigen Seifenopern wie Young Dr. Malone, Another World, As the World Turns, The Edge of Night und A World Apart. Dort trat er oft mit seiner Schauspielkollegin Augusta Dabney auf. Er hatte auch einige Filmauftritte, beispielsweise in Cyrano de Bergerac, in der Komödie Ich bin Du, im Actionthriller Der Mann, der niemals aufgibt (1977) und als Network-President Edward Ruddy in Paddy Chayefskys Film Network.
Während der 1970er, 1980er und den frühen 1990ern hatte Prince mehrere Gastauftritte in Dutzenden von  Serien.

## Filmografie (Auswahl)
- 1943: Bestimmung Tokio (Destination Tokyo)
- 1944: Hollywood-Kantine (Hollywood Canteen)
- 1945: Der Held von Burma (Objective, Burma!)
- 1946: Der Schatten einer Frau (Shadow of a Woman)
- 1946: Späte Sühne (Dead Reckoning)
- 1949: Der Berg des Schreckens (Lust for Gold)
- 1950: Der letzte Musketier (Cyrano de Bergerac)
- 1951–1958: Armstrong Circle Theatre (Fernsehserie, 12 Folgen)
- 1954–1956: Justice (Fernsehserie, 59 Folgen)
- 1956: König der Vagabunden (The Vagabond King)
- 1958: Macabre
- 1958–1963: Young Dr. Malone (Fernsehserie, 47 Folgen)
- 1969: The Edge of Night (Fernsehserie, 11 Folgen)
- 1970–1971: A World Apart (Fernsehserie, 324 Folgen)
- 1971: Sacco und Vanzetti (Sacco e Vanzetti)
- 1972: Pferdewechsel in der Hochzeitsnacht (The Heartbreak Kid)
- 1973: Kojak – Einsatz in Manhattan (Kojak, Fernsehserie, Folge 1x09)
- 1974: Petrocelli – Nächtliche Spiele (Night Games, Fernsehfilm)
- 1974: Cannon (Fernsehserie, Folge 4x11 Das Wunderkind)
- 1975: Hawaii Fünf-Null (Hawaii Five-O, Fernsehserie, Folge 7x18)
- 1975: Die Frauen von Stepford (The Stepford Wives)
- 1975: Der Unsichtbare (The Invisible Man, Fernsehserie, 2 Folgen)
- 1975: Detektiv Rockford – Anruf genügt (The Rockford Files, Fernsehserie, Folge 2x08)
- 1976: Familiengrab (Family Plot)
- 1976: Network
- 1976: Der Preis der Macht (Captains and the Kings, Miniserie)
- 1976: Make-up und Pistolen (Police Woman, Fernsehserie, Folge 3x11)
- 1976: Petrocelli (Fernsehserie, Folge 2x21)
- 1977: Es brennt an allen Ecken (Fire Sale)
- 1977: Achterbahn (Rollercoaster)
- 1977: Menschen in Manhattan (Best of Families, Miniserie)
- 1977: Der Mann, der niemals aufgibt (The Gauntlet)
- 1978: Die Katze aus dem Weltraum (The Cat from Outer Space)
- 1979: Ein Mann kämpft allein (The Jericho Mile, Fernsehfilm)
- 1979: Starsky & Hutch (Fernsehserie, 3 Folgen)
- 1979/1981: Quincy (Quincy, M.E., Fernsehserie, 2 Folgen)
- 1979/1982: Hart aber herzlich (Hart to Hart, Fernsehserie, 2 Folgen)
- 1980: Gideons Paukenschlag (Gideon’s Trumpet, Fernsehfilm)
- 1980: Bronco Billy
- 1981: Geld und Liebe (Love and Money)
- 1981: Der Denver-Clan (Dynasty, Fernsehserie, Folge 2x07)
- 1982: Trapper John, M.D. (Fernsehserie, Folge 3x16)
- 1982: Der Söldner (The Soldier)
- 1982: Liebesgrüße aus dem Jenseits (Kiss Me Goodbye)
- 1983: Unsere kleine Farm (Little House on the Prairie, Fernsehserie, Folge 9x15)
- 1983: Zwei ausgekochte Gauner (The Sting II)
- 1983: Joe Dancer – Tote Zeugen nützen nichts (Murder 1, Dancer 0, Fernsehfilm)
- 1984: Fame – Der Weg zum Ruhm (Fame, Fernsehserie, Folge 3x20)
- 1984: Simon & Simon (Fernsehserie, Folge 4x04 Trau Schau Wem)
- 1984: Karussell der Puppen (Paper Dolls, Fernsehserie, Folge 1x07)
- 1984–1985: Remington Steele (Fernsehserie, 2 Folgen)
- 1985: Achtung, Dinosaurier! (Movers & Shakers)
- 1985: Jackpot (Fever Pitch)
- 1985: Spione wie wir (Spies Like Us)
- 1985: Ein Colt für alle Fälle (The Fall Guy, Fernsehserie, Folge 5x07)
- 1986: Dallas (Fernsehserie, 5 Folgen)
- 1986: Perry Mason: Bezahlte Killer (Perry Mason: The Case of the Notorious Nun, Fernsehfilm)
- 1987: Der Mordanschlag (Assassination)
- 1987: Agentin mit Herz (Scarecrow and Mrs. King, Fernsehserie, Folge 4x16)
- 1987: Nuts… Durchgedreht (Nuts)
- 1988: Matlock (Fernsehserie, Folge 2x14 Der Tanz am Abgrund)
- 1988: Ich bin Du (Vice Versa)
- 1988–1989: Feuersturm und Asche (War and Remembrance, Miniserie, 2 Folgen)
- 1989: Mord ist ihr Hobby (Murder, She Wrote, Fernsehserie, Folge 5x11 Ein Erbe wird gesucht)
- 1989: B.L. Stryker (Fernsehserie, Folge 1x03)
- 1989: Fire Syndrome (Spontaneous Combustion)
- 1989: Wer hat Angst vorm schwarzen Mann? (Do You Know the Muffin Man?, Fernsehfilm)
- 1989: Mein Partner mit dem zweiten Blick (Second Sight)
- 1991: Boomer – Überfall auf Beverly Hills (The Taking of Beverly Hills)
- 1992: Law & Order (Fernsehserie, Folge 2x22 Tod am Schreibtisch)
- 1994: Schlagzeilen (The Paper)
- 1994: Walker, Texas Ranger (Fernsehserie, Folge 2x22)